# Gus Dudgeon
Gus Dudgeon est un producteur de musique britannique né le 30 septembre 1942 et mort le 21 juillet 2002. Il est principalement connu pour avoir travaillé avec Elton John dans les années 1970.

## Biographie
Originaire du Surrey, Gus Dudgeon commence à travailler comme ingénieur du son aux studios Decca de Londres dans la première moitié des années 1960. Il participe ainsi à l'enregistrement du single des Zombies She's Not There (1964) et de l'album de John Mayall Blues Breakers with Eric Clapton (1966). Le premier album qu'il contribue à produire est Ten Years After de Ten Years After (1967), en collaboration avec Mike Vernon. Il quitte Decca l'année suivante pour créer sa propre compagnie de production. Le succès ne tarde pas à venir avec les singles Rudi's in Love de Locomotive (1968) et Space Oddity de David Bowie (1969), qui se classent tous deux dans le top 20 des ventes au Royaume-Uni.
Dans les années 1970, Dudgeon produit tous les albums à succès d'Elton John, d'Elton John (1970) à Blue Moves (1976). Il fait partie des fondateurs de la maison de disques de John The Rocket Record Company (en) en 1973. Leur collaboration reprend brièvement au milieu des années 1980 pour trois albums. Outre John, Dudgeon a également travaillé avec XTC ou Chris Rea.
Gus Dudgeon trouve la mort avec sa femme Sheila le 21 juillet 2002 dans un accident de la route. Alors qu'il roule sur l'autoroute M4 entre Reading et Maidenhead, il s'endort au volant et perd le contrôle de sa voiture, qui quitte la route et tombe dans un égout pluvial. L'enquête détermine que son alcoolémie était supérieure à la limite légale.

## Liste d'albums produits
- 1967 : Ten Years After de Ten Years After (avec Mike Vernon)
- 1968 : The Doughnut in Granny's Greenhouse du Bonzo Dog Doo-Dah Band
- 1968 : Eight Frames a Second de Ralph McTell
- 1969 : Tadpoles du Bonzo Dog Band
- 1969 : Space Oddity de David Bowie (uniquement la chanson Space Oddity)
- 1969 : Spiral Staircase de Ralph McTell
- 1970 : Elton John d'Elton John
- 1970 : Tumbleweed Connection d'Elton John
- 1971 : 17-11-70 d'Elton John
- 1971 : Madman Across the Water d'Elton John
- 1971 : You Well-Meaning Brought Me Here de Ralph McTell
- 1972 : Whatever's for Us de Joan Armatrading
- 1972 : Honky Château d'Elton John
- 1973 : Don't Shoot Me I'm Only the Piano Player d'Elton John
- 1973 : Goodbye Yellow Brick Road d'Elton John
- 1974 : Caribou d'Elton John
- 1975 : Captain Fantastic and the Brown Dirt Cowboy d'Elton John
- 1975 : Rock of the Westies d'Elton John
- 1976 : Here and There d'Elton John
- 1976 : Blue Moves d'Elton John
- 1978 : Back and Fourth de Lindisfarne
- 1979 : Deltics de Chris Rea
- 1980 : Sails of Silver de Steeleye Span
- 1981 : Pearls d'Elkie Brooks
- 1982 : Pearls II d'Elkie Brooks
- 1983 : Play On de John Miles
- 1985 : Ice on Fire d'Elton John
- 1986 : Leather Jackets d'Elton John
- 1987 : Live in Australia with the Melbourne Symphony Orchestra d'Elton John avec le Melbourne Symphony Orchestra
- 1990 : Rien que pour ça d'Elsa Lunghini
- 1992 : Nonsuch de XTC